# Tamsin Cook
Pour les articles homonymes, voir Cook.
Tamsin Cook est une nageuse australienne née le 25 décembre 1998 au Cap. Elle remporte la médaille d'argent du relais 4 × 200 mètres nage libre aux Jeux olympiques d'été de 2016 à Rio de Janeiro avec Leah Neale, Emma McKeon et Bronte Barratt.
Elle est médaillée de bronze du relais 4 x 200 mètres aux Jeux olympiques d'été de 2020 à Tokyo en participant aux séries.